# (35297) 1996 VS3
1996 VS3 (asteroide 35297) é um asteroide da cintura principal. Possui uma excentricidade de 0.11790460 e uma inclinação de 3.20516º.
Este asteroide foi descoberto no dia 2 de novembro de 1996 por Beijing Schmidt CCD Asteroid Program em Xinglong.